# Czarny łabędź (film 1942)
Czarny łabędź (ang. The Black Swan) – amerykański film płaszcza i szpady z 1942 roku w reżyserii Henry’ego Kinga na podst. powieści Rafaela Sabatiniego pod tym samym tytułem. Film w 1943 był nominowany do Oscara w trzech kategoriach, z czego ostatecznie zdobył jedną statuetkę za najlepsze zdjęcia.

## Fabuła
W 1674 roku grupa angielskich piratów grasująca na Karaibach zostaje schwytana przez hiszpańskie władze. Hiszpański namiestnik Don Miguel próbuje wydobyć od kapitana Jamiego Waringa miejsce pobytu przywódcy piratów – Henry’ego Morgana, który ma zostać powieszony w Londynie. Jamiego z opresji ratuje jego kwatermistrz Tom Blue z załogą. Chcą zabić Don Miguela, ale przeszkadza im w tym gubernator Jamajki lord Denby. Informuje piratów, że Anglia i Hiszpania zawarły pokój, jednak ci uznają go za zdrajcę. Decydują się go zabić, a jego córkę Margaret porwać. Niepodziewanie powstrzymuje ich Morgan.
Morgan informuje przyjaciół, że król Anglii Karol II ułaskawił go i uczynił nowym gubernatorem Jamajki. Warunkiem jest nakaz oczyszczenia Karaibów z jego byłych towarzyszy, w razie potrzeby za pomocą perswazji lub siły. Proponuje im więc dołączenie do niego i rozpoczęcie legalnego życia. Jamie niechętnie przystaje na warunki. Inny kapitan Morgana – Billy Leech pozostaje nieufny, i uważa, że Morgan w zamian za wolność został królewskim szpiegiem. Także ustępujący ze stanowiska Denby sceptycznie spogląda na Morgana. W Port Royal, stolicy Jamajki, Jamiemu zaczyna się podobać Margaret i z rozczarowaniem odkrywa, że jest ona zaręczona ze świeżo upieczonym bogaczem Rogerem Ingramem. 
Nikt nie wie, że Ingram dostarcza Leechowi, który kontynuuje piracki proceder, informacje o przewożonych skarbach na statkach w zamian za część łupów. Leech na swym okręcie Czarny łabędź zdobywa jeden z angielskich statków. Morgan, by obalić oskarżenia o potajemną współpracę z Leechem ze względu na dawną znajomość, nakazuje Jamiemu i innym zreformowanym piratom zdobycie Czarnego łabędzia. Docierają na Tortugę, gdzie ma znajdować Leech. Ten uprzednio ostrzeżony przez Ingrama jest nieobecny i rabuje kolejne okręty. Wobec tego lord Denby składa wniosek o usunięcie Morgana ze stanowiska. Wróciwszy do Port Royal po dostawy Jamie podejrzewa, że Leech ma szpiega. Irytuje go też fakt, że Margaret niedługo bierze ślub z Ingramem i porywa ją na swój okręt Zemsta.  
Jamie dedukuje, że wspólnikiem Leecha jest Ingram, który dość szybko dorobił się majątku, a także planował donieść królowi na Morgana, by uprawomocnić jego dymisję. Wkrótce Tom dostrzega okręty Leecha, jednak w obliczu przewagi Jamie nie ryzykuje abordażu. Zamierza udawać dezercję od Morgana i przyłączenie się do Leecha, by zwabić go do Maracaibo i tam go aresztować. Leech podejrzewa podstęp, więc Jamie przedstawia Margaret jako swoją żonę. Tymczasem w Maracaibo niespodziewanie zjawia się Morgan, który musiał uciec z Port Royal przed wściekłymi mieszkańcami, gdy wyszło na jaw porwanie Margaret. Pozbawiony stanowiska Morgan zamierza zabić Jamiego i Leecha jak i ocalić Margaret, by zyskać łaskę króla.  
Wkrótce przybywający do Maracaibo Leech domyśla się, że Margaret nie jest żoną Jamiego i przejmuje Zemstę. Z pozostałymi okrętami rozpoczyna atak na siły Morgana. W Czarnym łabędziu Jamie uwalnia się z więzów i sabotuje działania wrogów. Rozpoczyna się bitwa między piratami, a Jamie staje do walki z Leechem. Walka przenosi się do kajuty, w której więziona jest Margaret. Jamie zabija Leecha w pojedynku, gdy Morgan wpada na pokład. Morgan jest gotów powiesić Jamiego za zdradę, lecz Tom potwierdza jego udział w zabiciu Leecha, a Margaret oznajmia, że poszła z Jamiem z własnej woli. W końcu Margaret wyznaje miłość Jamiemu, Morgan decyduje się  porzucić Jamajkę na dobre i wrócić do piractwa.  

## Obsada
Na podst. materiału źródłowego:
- Tyrone Power – kapitan Jamie „Jamie Boy” Waring
- Maureen O’Hara – lady Margaret Denby
- Laird Cregar – kapitan Henry Morgan
- Thomas Mitchell – Tom Blue
- George Sanders – kapitan Billy Leech
- Edward Ashley-Cooper – Roger Ingram
- Anthony Quinn – Wogan
- George Zucco – lord Denby
- Fortunio Bonanova – Don Miguel